# Vinopedia.hr
Vinopedia.hr — хорватська мережева енциклопедія вина. Запущена 2008 року зусиллями Івана Соколича
(1930—2014) — одного з найвизначніших хорватських енологів і авторів книжок про вина. Її зміст засновується на «Великому виноградарсько-виноробському лексиконі» (хорв. Veliki vinogradarsko-vinarski leksikon) — довідковому виданні Соколича на 580 сторінках, що побачило світ 2006 року.
Станом на листопад 2012, «Vinopedia» налічує 2232 статті та загалом набрала 2,355 млн переглядів сторінок. Планується переклад вмісту на англійську, німецьку та італійську, а згодом на французьку та російську.